# أبو شعيب الدكالي
أَبُو شُعَيْبِ بْنُ عَبْدِ الرَّحْمٰنِ الصُّدَيْقِيُّ الدُّكَّالِيُّ (1295–1356 هـ) فقيه محدث مغربي، من آخر حفاظ المغرب ومحدثيه. تولى وظائف دينية بارزة، كالخطابة في الحرم المكي، والإفتاء في المذاهب الأربعة، وألقى دروسا بالأزهر بمصر وبجامع الزيتونة بتونس، كما تولى وزارة العدل في المغرب. تتلمذ على يديه جيل من العلماء والمفكرين المغاربة الذين أسهموا في بناء المغرب الحديث. نظرا لهذه الدرجة العلمية العالية أحرز الرياسة العلمية في الدروس السلطانية بالقصر الملكي لعهد السلطان عبد الحفيظ بن الحسن، والسلطان يوسف بن الحسن، والعاهل محمد الخامس الذي ظل في كنفه إلى أن وافته المنية.

## نشأته
ولد يوم 25 ذي القعدة 1295 في قرية الصديقات من مشيخة البكاكشة في بادية دكالة، من قبيلة أولاد عمرو.

## مسيرته
تلقى أبو شعيب الدكالي تعليمه الأولي بمسقط رأسه، على يد شيوخ وعلماء القبيلة وعلمائها من أمثال العلامة ابن عزوز، والعلامة محمد الصديقي، ومحمد الطاهر الصديقي وغيرهم. انتقل إلى الريف حيث زاول بها دروس الفقه والحديث والقراءات. وفي سنة 1315 هـ رحل إلى مصر فمكث بها مدة طويلة وأخذ فيها العلم عن علماء الأزهر مثل شيخ الإسلام سليم البشري، والعلامة الشيخ محمد بخيت، والشيخ محمد محمود الشنقيطي (تـ 1322) اللغوي الشهير، والشيخ أحمد الرفاعي وغيرهم كثير. وبعد ذلك قصد مكة المكرمة طلبا للعلم والمعرفة، ودرس على يد جل علمائه، وأجازه عدد كبير من شيوخ العلم من البلاد العربية كاليمن والعراق والشام إضافة إلى بعض علماء الهند. حظي عند أمير مكة، خلال هذه الفترة، بالحظوة الحسنة فأكرمه وبالغ في احترامه وتعظيمه، وقدمه في مجالس العلماء، وولاه بعض الوظائف الدينية، كالخطابة في الحرم المكي، والإفتاء في المذاهب الأربعة.
في سنة 1325 هـ ـ 1907 م عاد إلى أرض الوطن واستقر بمدينة فاس، وقربه السلطان عبد الحفيظ بن الحسن، وتهافت عليه علماء فاس وطلبتها وأعيانها. في هذه الفترة أعلن مواجهته البدع ومقاومة الخرافات ونصر السنة. في سنة 1328 هـ أرسله المولى عبد الحفيظ إلى مكة لاقتناء أملاك تحبس على الحرمين ثم عاد إلى المغرب في السنة الموالية 1329 هـ وقد بزغ نجمه وذاع صيته في كل البلاد العربية، فولاه قضاء مراكش، واشتهر بالنزاهة والعدل. في سنة 1330 هـ تم تعيينه وزيرا للعدل والمعارف. وفي سنة 1342 هـ ـ 1932 م قدم استعفاءه لأسباب صحية فمنح إذ ذاك اعترافا له بالجهود التي بذلها في مهامه؛ لقب «وزير شرفي».
قال عنه ابن سودة: «آخر من رأينا على طريق الحفاظ المتقدمين، الذين بلغنا وصفهم، ولولا أني رأيته يملي، لداخلني الشك في وصفهم.»[بحاجة لرقم الصفحة]

## شيوخه

### بموطنه الأصلي
- محمد بن المعاشي
- محمد بن عبد العزيز الصديقي
- عبد الرحمان بن الفقيه الصديقي
- محمد بن عزوز بن محمد الصديقي
- الطاهر بن حمو الصديقي
- أبو حامد العربي بن محمد بن العربي البوزيدي الدكالي

### رحلته داخل المغرب

#### بمراكش
- سيدي محمد إبراهيم السباعي
- الفقيه عبد السلام بن المعطي السرغيني

#### بفاس
و درس بها بجامع القرويين مدة تقارب الثمانية أشهر ثم رحل إلى الريف

#### بالريف
و قضى به سنتين، حفظ خلالهما موطأ الإمام مالك و شرع في حفظ صحيح البخاري

### رحلته إلى الشرق
- محمد عبده بن حسن خير الله
- أحمد بن محجوب الرفاعي
- سليم بن أبي فراج البشري
- محمد بخيث بن حسن المطيعي
- محمد محمود بن أحمد التركزي الشنقيطي
- علي محمد الببلاوي
- عبد الله صوفان بن عودة القدومي النابلسي
- عبد الرزاق بن حسن البيطار
- محمد بدر الدين الدمشقي
- علي الصالحي
- علي بن حسين البلاقي
- أحمد بن عيسى النجدي
- محمد الطمومي
- دسوقي العربي

## تلاميذه
- العلامة المختار السوسي
- الفقيه علال الفاسي
- محمد بن العربي العلوي
- العلامة عبد الرحمن الكمالي